# Mononukleoza zakaźna

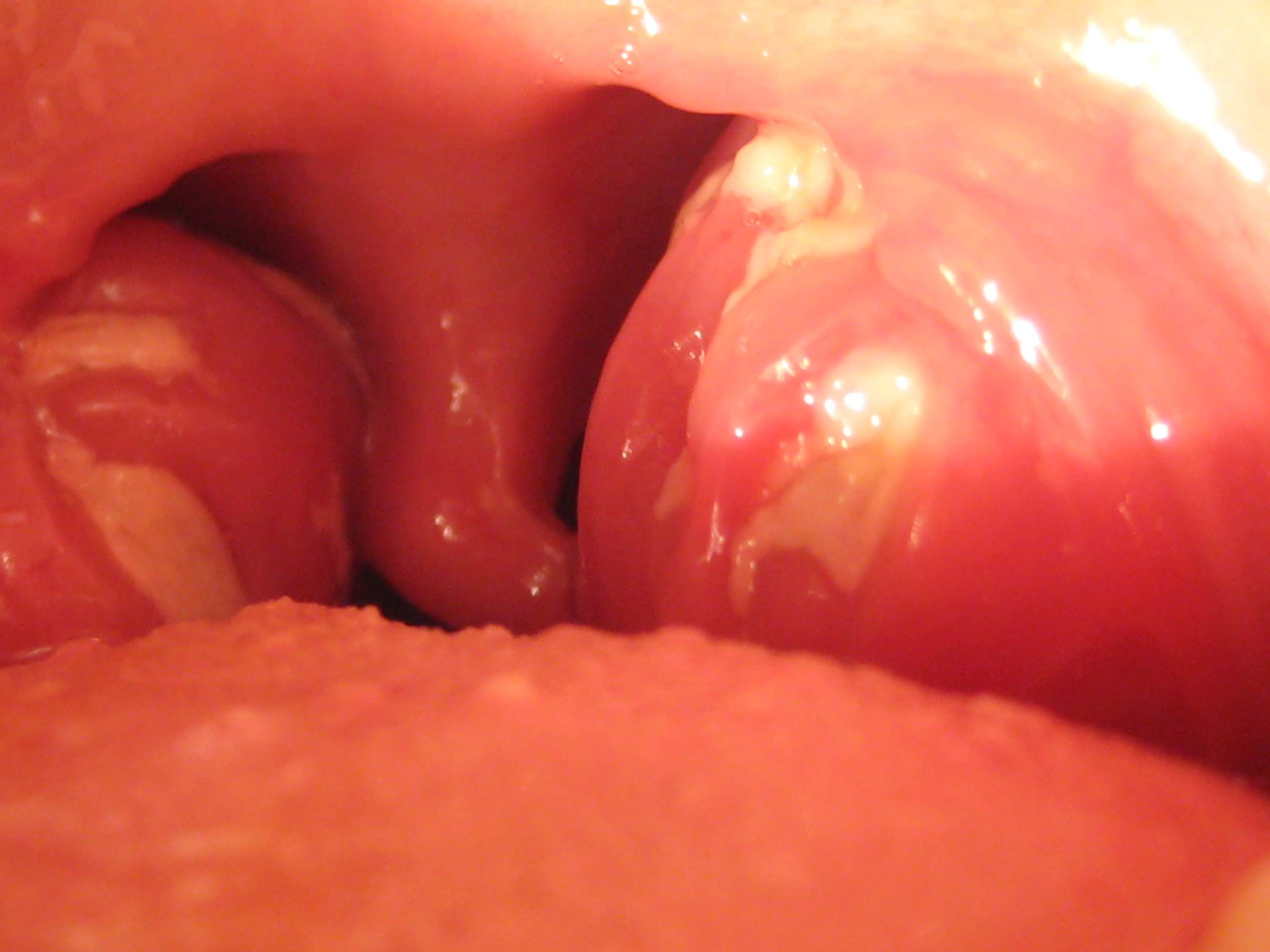
Migdałki zajęte w mononukleozie

Mononukleoza zakaźna (łac. Mononucleosis infectiosa, inne nazwy: gorączka gruczołowa, angina monocytowa, choroba Pfeiffera, choroba pocałunków) – częsta choroba wirusowa spowodowana najczęściej pierwotną infekcją wirusem Epsteina-Barr (EBV). Istotą choroby jest podlegający samoczynnemu zahamowaniu proces limfoproliferacyjny. Zakażenie następuje drogą kropelkową, poprzez przetoczenie krwi albo przez przeszczep komórek krwiotwórczych lub narządów. Okres wylęgania wynosi 30-50 dni, a zaraźliwość utrzymuje się przeważnie do 5 dni od pojawienia się wysokiej gorączki, ale EBV może utrzymywać się w ślinie osoby chorej ok. 6 miesięcy, czasami nawet do 1,5 roku. Choroba pozostawia trwałą odporność.

## Epidemiologia
Około 95% populacji przebyło kiedyś infekcję wirusem Epsteina-Barr, ale mononukleoza zakaźna pojawia się u niewielkiej liczby zarażonych. Występuje ona najczęściej w okresie dojrzewania i wczesnej młodości (między 15 i 24 rokiem życia).

## Objawy i przebieg

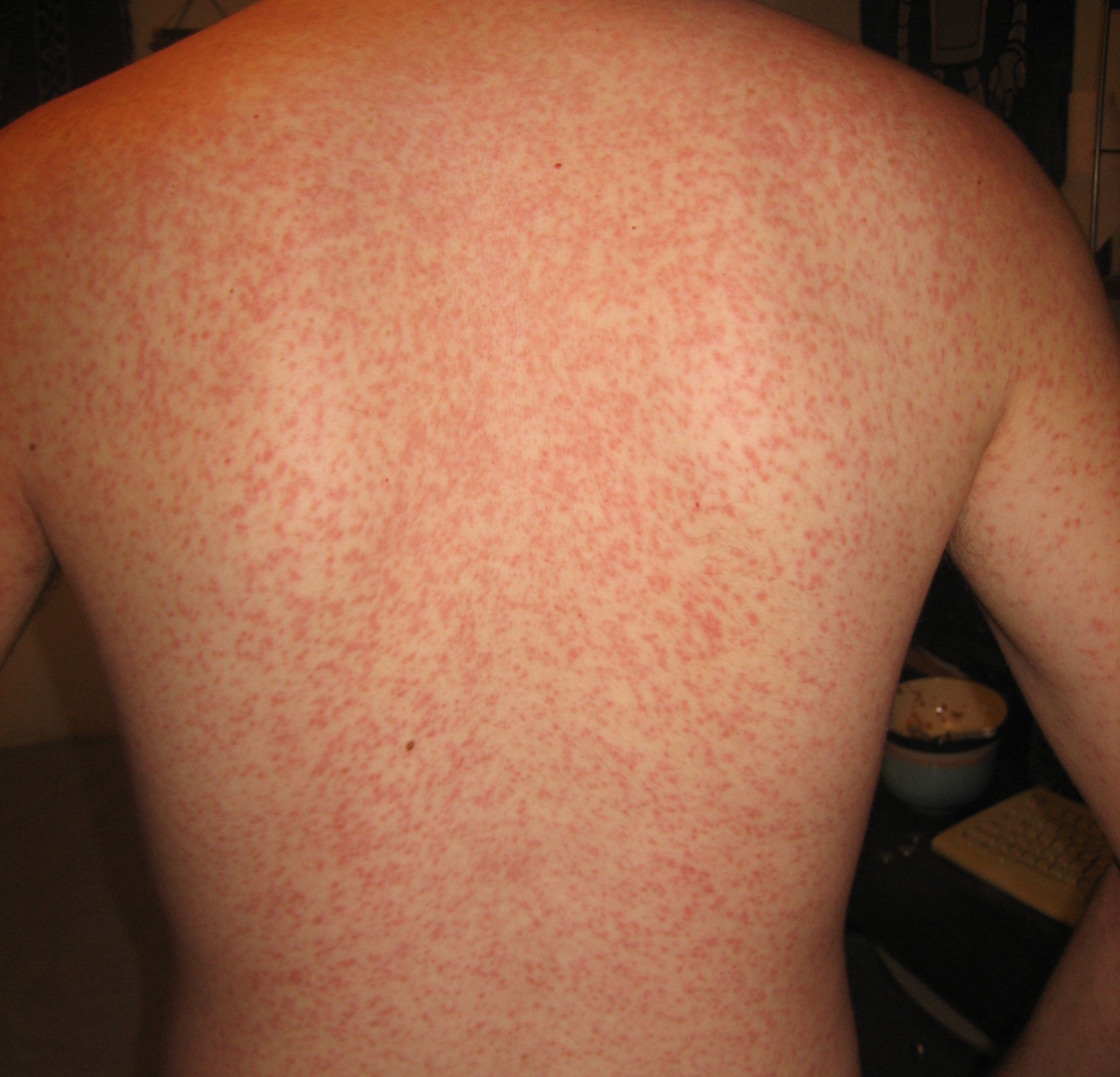
Wysypka u osoby chorej na mononukleozę zakaźną po podaniu ampicyliny

Choroba objawia się bólami głowy, złym samopoczuciem, utratą łaknienia, apatią, rozkojarzeniem, przewlekłym zmęczeniem, ogólnym osłabieniem. Następnie pojawia się gorączka, która z reguły wynosi 38-39 °C. Utrzymuje się ona przeważnie od dwóch dni do miesiąca i dłużej. Tuż przed jej wystąpieniem, w trakcie, rzadziej po jej spadku następuje powiększenie węzłów chłonnych, przede wszystkim na szyi i z tyłu głowy  oraz angina. Stałym objawem jest również powiększenie śledziony i wątroby. Obrzęk śledziony może być tak duży, że niewielki uraz doprowadza do jej pęknięcia. Niekiedy rozwija się stan zapalny wątroby, prowadzący do żółtaczki. Typowym objawem dla mononukleozy jest obrzęk powiek. Czasami w przebiegu choroby może dochodzić do zapalenia płuc lub powikłań nerwowych, takich jak zapalenie mózgu i opon mózgowo-rdzeniowych, czy też nerwów obwodowych. Bardzo często występują punktowe, krwotoczne plamki na granicy podniebienia miękkiego i twardego.
W okresie zdrowienia może pojawić się zespół przewlekłego zmęczenia (ang. chronic fatigue syndrome), charakteryzujący się trudnościami w koncentracji, uczuciem ciągłego zmęczenia, obniżeniem aktywności życiowej. Po podaniu ampicyliny, amoksycyliny lub innych antybiotyków (np. cefalosporyn lub makrolidów) może wystąpić swędząca osutka plamisto-grudkowa na skórze i błonach śluzowych. W niektórych badaniach wykazano, że u 80–90% osób z mononukleozą, którym podano ampicylinę, występuje rozsiana, czerwona wysypka.

## Rozpoznanie

Rozmaz krwi pacjenta z mononukleozą zakaźną ukazujący reaktywne (atypowe) limfocyty

W morfologii krwi obwodowej stwierdza się leukocytozę (10–20 tys./mm³) z limfocytozą i limfocytami atypowymi, > 10% ogólnej liczby krwinek białych.
Często stwierdza się wzrost aktywności aminotransferaz.
Rutynowa diagnostyka serologiczna opiera się nadal na obecności w surowicy krwi przeciwciał heterofilnych (odczyn Paula-Bunnella-Davidsohna).
U dzieci, zwłaszcza poniżej 5 roku życia, przeciwciała heterofilne wykrywa się znacznie rzadziej niż u osób dorosłych. Obecnie u dzieci bada się przeciwciała swoiste, zwykle przeciwko antygenowi kapsydowemu (anty VCA) w klasie IgM.
W diagnostyce różnicowej należy uwzględniać cytomegalię oraz ostrą chorobę retrowirusową, która jest następstwem zakażenia wirusem HIV, i której objawy są bardzo podobne do mononukleozy.

## Powikłania
Poważne powikłania występują w mniej niż 5% przypadków:
- powikłania hematologiczne: ostra małopłytkowość, niedokrwistość hemolityczna, agranulocytoza, pancytopenia.
- powikłania ze strony OUN – porażenia nerwów czaszkowych (najczęściej nerwu twarzowego), padaczka, psychozy, zespół Guillaina-Barry’ego, zapalenie mózgu, poprzeczne zapalenie rdzenia kręgowego
- rzadko występuje zapalenie mięśnia sercowego, zapalenie trzustki.
- utrudnienie oddychania (duszność ze stridorem)
- pęknięcie śledziony (rzadko)
- zapalenie wątroby (5-10% przypadków)

### Onkogenność EBV
Po przebyciu zakażenia pierwotnego wirus EB zostaje w ustroju w postaci latentnej. Miejscem latencji są limfocyty B, komórki nabłonka jamy ustnej i gardła, migdałki podniebienne. Reaktywacja EBV może prowadzić do monoklonalnej, niekontrolowanej limfoproliferacji.
Uważa się, że EBV ma potencjał onkogenny i może mieć związek z ziarnicą złośliwą, chłoniakiem Burkitta, rakiem migdałków podniebiennych i ślinianek przyusznych oraz chłoniakami ośrodkowego układu nerwowego u chorych z AIDS i biorców przeszczepów.

## Leczenie
Chorobę leczy się objawowo poprzez podawanie leków przeciwbólowych oraz przeciwgorączkowych, pozostanie w łóżku, stosowanie diety bogatej w witaminy. W przypadkach choroby z nasiloną obturacją górnych dróg oddechowych, małopłytkowością, powikłaniami neurologicznymi stosuje się kortykosterydy. Leczenie przeciwwirusowe nie jest zalecane, rozważa się zastosowanie gancyklowiru i acyklowiru jedynie w przypadku współwystępowania u pacjenta zespołu limfoproliferacyjnego. Nie ma szczepionki przeciwko mononukleozie.
Wskazane jest ograniczenie wysiłku fizycznego w przypadku powiększenia śledziony.

## Klasyfikacja ICD10
| kod ICD10     | nazwa choroby                                           |
| ------------- | ------------------------------------------------------- |
| ICD-10: B27   | Mononukleoza zakaźna                                    |
| ICD-10: B27.0 | Mononukleoza wywołana przez wirusa opryszczki typ gamma |
| ICD-10: B27.1 | Mononukleoza cytomegalowirusowa                         |
| ICD-10: B27.9 | Mononukleoza zakaźna, nieokreślona                      |